# Papé Diakité
Papé Abdoulaye Diakité (Pikine, 22 december 1992) is een Senegalees voetballer die bij voorkeur als centrale verdediger speelt. 
Diakité doorliep zijn jeugdopleiding in zijn thuisland en kende zijn debuut op het hoogste niveau bij ASC Niarry Tally. In 2011 trok hij voor één seizoen naar AS Trenčín, waar hij acht wedstrijden zou spelen. Na nog een seizoen in Senegal tekende Diakité in de zomer van 2013 een contract bij Antwerp FC. 